# Jacquet River
Der Jacquet River ist ein etwa 55 km langer Zufluss des Sankt-Lorenz-Golfs in der kanadischen Provinz New Brunswick.

## Flusslauf
Der Jacquet River verläuft im Südosten des Restigouche County im Norden der Provinz. Er bildet den Abfluss des 340 m hoch gelegenen Sees Tongue Lake. Der Jacquet River fließt in überwiegend ostnordöstlicher Richtung. Zwischen den Flusskilometern 28 und 10 befindet sich das Naturschutzgebiet Jacquet River Gorge (Class II Protected Natural Area (PNA)). am Flusslauf. Auf den letzten 13 Kilometern wendet sich der Jacquet River nach Norden und mündet schließlich bei der Siedlung Durham Centre in die Chaleur-Bucht, die einen Teil des Sankt-Lorenz-Golfs bildet.

## Hydrologie
Der Jacquet River entwässert ein Areal von 510 km². Der mittlere Abfluss 3 km oberhalb der Mündung beträgt 10,8 m³/s. Die abflussstärksten Monate sind April und Mai mit im Mittel 29,6 bzw. 42,1 m³/s.